# Fertőző hashártyagyulladás
A Feline infectious peritonitis (FIP), azaz (nagy)macskák fertőző hashártyagyulladása az állatok egyik betegsége. Egyesek szerint a Feline Infectious Peritonitis Virus (FIPV) okozza. Egyelőre annyi ismert, hogy a FeCV és a FIPV két, hasonló vírus, melyek közül az utóbbi okozza a halálos betegséget, az előbbi legfeljebb hasmenést okoz. Bár a hozzáértők között nincs egyetértés a FIPV és a FeCV közti kapcsolatot illetően, a legelterjedtebb elmélet szerint a FeCV mutál FIPV-vé. A mutáció kiváltó oka ismeretlen. A mutált vírus képes egyes fehérvérsejtekbe, a makrofágokba történő behatolásra és szaporodásra. Az immunrendszer válasza intenzív gyulladás. A betegség kezelés nélkül halálos.
Bár a vírus javarészt vadmacskákban található, más macskaféléket is fertőz, különösen pumákat, hiúzt, oroszlánt és gepárdot.
Nem nagymacskafélékben, például kutyában és emberben a vírus működésképtelen, de közvetítőként szolgálhatnak a fertőzésben (ürülék, cipőtalp).

## Átvitel és fertőzés
A FeCV nagyon gyakori, különösen ahol sok állatot tartanak együtt (sintértelepek, menhelyek stb.) Az állatok a vírus belélegzésével vagy megevésével is megfertőződhetnek, a leggyakoribb átviteli eszköz az ürülék, és a szennyezett felületek, mint például evőtálkák is átadhatják a vírust.
A FeCV gyakori előfordulása ellenére a legtöbb fertőzött nagymacskában nem jelenik meg a FIP. Önmagában a FeCV-nek való kitétel csak erős hasmenést okoz. Ezért egy tünetmentes macska is vírushordozó lehet és továbbadhatja más macskáknak is a vírust. Bármely FeCV-vel fertőzött macskánál lehetséges, hogy a vírus FIPV-vé mutál. Ennek esélye nagyobb, ha a macska immunrendszere valamiért gyenge, ezek elsősorban a nagyon fiatal vagy idős példányok, illetve a komoly stressznek kitett vadcicák (pl. TNR program). Továbbá feltételezik, hogy genetikai hatások is elősegíthetik a FIPV-vé mutálás valószínűségét.
Erős feltételezés, hogy a vírus a méhlepényen keresztül is képes az anyákból a kicsikre továbbterjedni (intrauterális fertőzés), de ez nem bizonyított.
Egyes becslések alapján a házi macskák 25%-a FeCV vírus ürítő vagy hordozó. Több macskás, vagy kijárós macskát tartó háztartásokban a macskák kb. 5%-a hal meg FIP-ben.
A FeCV vírus a gazdaszervezeten kívül 3-7 hétig képes életben maradni, de kb. 3 hét után már általában nem marad meg elegendő számban egy sikeres fertőzéshez. A legtöbb tisztítószer, fertőtlenítő anyag a vírust hatékonyan el tudja pusztítani. A FIP vírus kizárólag a macska vérében életképes, durva esetektől eltekintve (pl. FIP-es macskából vértranszfúzió) nem fertőz.

## Tünetek

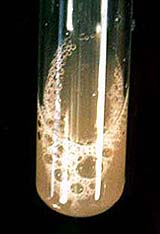
FIP-es testváladék (exsudatum)

A betegség két formáját különböztetjük meg, annak fényében, hogy a macska szervezetében a  fertőzés hatására termelődik-e szabad hasüregi vagy mellüregi folyadék.

A betegség általános tünetei: 
- anorexia (étvágytalanság),
- drasztikus súlycsökkenés,
- levertség, elbújás,
- gyengeség,
- növekedésben való visszamaradás (fiatal macskánál),
- magas vagy ciklikus láz (ami nem reagál antibiotikumra),
- icterus (sárgaság),
- anémia (vérszegénység),
- esetenként cianotikus nyálkahártya,
- harmadik szemhéj kitüremkedése,
- gyakran hasmenéses időszak a betegség kialakulása előtt.

### Nedves FIP
A hasban vagy mellkasban folyadék gyűlik fel, ami légzési nehézségeket okoz. A folyadék magas fehérjetartalmú, általában sárgás vagy halványzöld színű, mézszerűen ragadós folyadék. Hasonló mintán Rivalta-próba elvégzése ajánlott annak érdekében, hogy bebizonyosodjon exsudatum-e a punctatum. 
Tünetei:
- általános tünetek,
- körte alakú, kitelt has,
- hányinger vagy hányás,
- tachypnoe (nehézlégzés), dyspnoe (fulladás).

### Száraz FIP
A száraz FIP hasonló tünetekkel jár, de nem gyűlik fel szabad testüregi folyadék. Leggyakoribb tünete az étvágytalanság, letargia, magas (antibiotikumos kezelésre sem reagáló láz).
Amennyiben a vírus átjut az agy-ér gáton, akkor a beteg macskák szemészeti (ocular FIP) vagy neurológiai (neuro FIP) tüneteket mutathatnak. A neuro és ocular tünetek jellemzően száraz FIP mellett jelentkeznek, viszont ez nem kizárólagos. 
Jellemző szemészeti (okuláris) tünetek:
- általános tünetek és
- uveitis,
- külső szemgyulladás (szaruhártya precipitátumok, Keratic precipitates),
- csarnokvíz zavarossága (aqueous flare)
- retina vasculitis.

Jellemző idegrendszeri (neurológiai) tünetek:
- ataxia (részleges vagy teljes, elsőként a hátsó lábakon)
- hyperesthesia, hyperreflexia,
- anisocoria,
- tremor, reszkető hátsó lábak, akadozó járás,
- bizonytalan ugrás,
- inkontinencia,
- demencia,
- nystagmus.

## Diagnózis

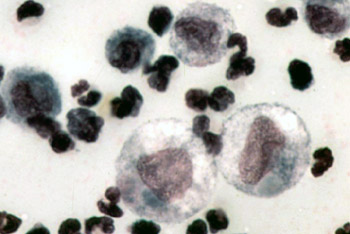
FIP-es állat testfolyadékának sejtjei neutrofilekkel, makrofágokkal és limfocitákkal

A FIP tünetei nem elég jellegzetesek, ami a betegség felismerését nagyon megnehezítheti. Teljes vérkép, biokémia, ultrahang vagy röntgen, illetve kórelőzmény alapján erős FIP gyanú felállítására van lehetőség. 
Jelenleg még nincs egy, konkrét és 100%-ig biztos teszt a FIPV kimutatására. A kimutatás fő módszere az alapos klinikai kivizsgálás, a szabad hasüregi vagy mellkasi folyadék ellenőrzése, és a fertőzött sejtek keresésének kombinációja – utóbbi már csak a halál után, boncolással történik. Egy polimeráz-láncreakción alapuló teszt is elérhető, de ennek a hatékonyságát megkérdőjelezik.
Többnyire egy előzetes diagnózist készítenek a hasűri folyadék vizsgálata alapján. A FIP-es testfolyadék többnyire sárgás árnyalatú és magas fehérjetartalmú. A levett mintából minden esetben érdemes Rivalta próbát, majd citológiát is csináltatni. Vérteszt is végezhető a FeCV fertőzöttség keresésére, de ez önmagában nem bizonyíték a FIP diagnózisához. Fontos megjegyezni, hogy a több FeCV-vel többször újrafertőzött macskák gyakrabban lesznek FIP-esek. A titerszámos vizsgálatok is megtévesztők tudnak lenni: a magas titerszám sem vonja maga után a FIPV fertőzöttséget. PCR végezhető hasüregi vagy mellkasi folyadék mintából, illetve száraz FIP esetén nyirokcsomó biopsziával levett mintából. 

## Kezelés
Mivel a FIP egy immunrendszert érintő betegség, a kezelés két nagy alcsoportra oszlik: a vírus kezelése direktben vagy az immunrendszer válaszának kezelése.

### Antivirális szerek
Az antivirális szerek működésének alapja, hogy a vírus enzimjeinek vagy egyéb biológiai folyamatinak lefolyását akadályozzák meg.
Egy kísérleti gyógyszert, a GS-441524-et  egy klinikai kutatásban vizsgálták. 25 nap múlva öt macska pusztult el, nyolc meggyógyult, de visszaesett. 18 példány teljesen meggyógyult. A nyolc visszaeső újabb kezelésen esett át (néhány esetben emelt dózissal). Ezek közül egy macska pusztult el, így végül a kutatásban részt vevő 31 macska közül 25 meggyógyult. Bár ez a szer jelenleg nincs törzskönyvezve, mégis nagy remények fűződnek hozzá, mint gyógymódhoz.
Kezelésre használatos további antivirális szerek: EIDD-2801 (Molnupiravir),  GC376. Ezeket elsősorban GS-441524-re rezisztens macskák kezelésére kezdték el alkalmazni. 
Nemzetközi szinten a FIP Warriors csoport, hazai viszonylatban a 
FIP Warriors Magyarország segítséget nyújhat az antivirális 
szerekkel történő kezelés esetén. 

### Immunstimulánsok
Az immunstimulánsok olyan gyógyszerek, amelyek az immunrendszer válaszát erősítik a vírussal szemben. A FIP esetében rekombináns macska-omega-interferont (Virbagen Omega, Virbac) vagy humán alfa-2b interferont jelent. Mivel a humán interferont a macskák immunrendszere részben külső antigénként ismeri fel, a macskák számára készült interferon hatásosabb.
A Sass and Sass gyárt egy kísérleti polyprenyl immunstimulánst (Pl), amelyet Dr. Alfred Legendre egy esettanulmányban vizsgált: 60 macskából 52 (87%) elhunyt 200 napon belül, de 8 életben maradt, és 4 túlélése a 300 napot is meghaladta.

### Immunszuppresszió
A Prednisone vagy más immungyengítő gyógyszerek néhány héttel vagy hónappal meghosszabbíthatják a macska életét, de járulékos fertőzések előidézésével árthatnak is.

## Külső hivatkozások
- FIP: An Overview from Veterinary Partner
- FIP Informational Brochure from the Cornell Feline Health Center
- Winn Feline Foundation Archiválva 2014. szeptember 3-i dátummal a Wayback Machine-ben
- UC Davis Center for Companion Animal Health
- Save our Cats and Kittens – Sock it to FIP
- Animal Health Channel
- Feline Advisory Bureau
- FIP Research, Treatment
- www.hopeforfip.org Comprehensive Website on FIP (Turkish and English)